# Kannur
Kannur, dawniej  Cannanore, Kanoor – miasto (stolica dystryktu) w stanie Kerala w południowych Indiach,  nad Morzem Arabskim, 90 km na północ od Kalikatu. Około 64 tys. mieszkańców.